# 耐酸草
耐酸草（学名：Bromus pumpellianus）为禾本科雀麦属下的一个种。

## 扩展阅读
- 維基物種上的相關：耐酸草